# 徐度 (正德進士)
徐度（1466年—？年），字克弘，南直隶常州府江陰縣人，軍籍。

## 生平
治《詩經》，行一，由縣學附學生中式正德二年（1507年）應天府鄉試第一百三十三名舉人，年三十三歲中式正德三年（1508年）戊辰科會試第二百二十九名，第二甲第三十一名進士。初任信阳州知州，累升广东布政司参议、按察司副使，嘉靖六年（1527年）十一月討平广东流贼雷骨子等，七年二月以才力不及，回籍听用。

## 家族
曾祖徐質。祖徐鑑。父徐纬。母王氏。严侍下。弟𤺧。